# Begonia digitata
Espèce
Synonymes
- Begonia digitata var. digitata[1]
- Begonia verticillata Vell.[1]
- Scheidweileria digitata (Raddi) Klotzsch[1]

Begonia digitata est une espèce de plantes de la famille des Begoniaceae. Ce bégonia est originaire du Brésil. L'espèce fait partie de la section Scheidweileria. Elle a été décrite en 1820 par le botaniste italien Giuseppe Raddi (1770-1829). L'épithète spécifique digitata signifie « en forme de main ouverte », en référence à la forme des feuilles.

## Répartition géographique
Cette espèce est originaire du pays suivant : Brésil.

## Liste des variétés
Selon World Checklist of Selected Plant Families (WCSP) (6 février 2017), Catalogue of Life (6 février 2017) et Tropicos (6 février 2017)  :
- variété Begonia digitata var. digitata
- variété Begonia digitata var. rufescens Irmsch. (1957)